# Cyathodes platystoma
Cyathodes platystoma là một loài thực vật có hoa trong họ Thạch nam. Loài này được C.M.Weiller mô tả khoa học đầu tiên năm 1996.